# Flexity Freedom
El Flexity Freedom es un vehículo de tren ligero articulado de piso bajo desarrollado por Bombardier Transportation (y más tarde Alstom) para el mercado norteamericano. Se comercializa como parte de la familia Bombardier Flexity que incluye otros modelos de tranvías y vehículos de metro ligero. Se producen en instalaciones en Thunder Bay y Kingston, Ontario, que alguna vez produjeron material rodante bajo los nombres de Canadian Car and Foundry (CC&F) y Urban Transportation Development Corporation (UTDC), respectivamente.
El Flexity Freedom se utiliza en el tránsito rápido de Ion en Kitchener y Waterloo, Ontario, y en Línea Valley en Edmonton. Está previsto su uso en el sistema de tren ligero Línea 5 Eglinton en construcción en Toronto.
Al ser completamente de piso bajo, estos vehículos compiten directamente con los LRV Flexity Swift, Alstom Citadis, Siemens S70, CAF Urbos y Kinki Sharyo. Sin embargo, como están diseñados para aplicaciones de tren ligero en lugar de tranvías, también compiten, en menor medida, con los tranvías de piso bajo de Škoda/Inekon y Brookville Equipment Corporation, entre otros.

## Diseño
Todos los vehículos tienen un diseño 100% de piso bajo y pueden construirse para operar de forma unidireccional o bidireccional. El diseño de los vehículos incluye características de ahorro de energía, como frenado regenerativo y el uso de iluminación LED, pero también tienen aire acondicionado. Los vehículos podrán estar recubiertos con pintura especial diseñada para resistir los graffitis. Están equipados con mostradores de pasajeros en las puertas.
Los vehículos son articulados, pero a diferencia del material rodante de la competencia, están construidos a partir de módulos de longitud similar. Los operadores pueden alterar el número de módulos intermedios, alterando así la capacidad de los vehículos individuales. Los vehículos de Toronto y Kitchener-Waterloo contendrán cinco módulos, mientras que los de Edmonton tendrán siete módulos. Los vehículos se pueden acoplar y operar como trenes de hasta cuatro vehículos conectados.
Las capacidades máximas de pasajeros, en la distribución de asientos estándar, son 135 y 251, para las configuraciones de tres y cinco módulos respectivamente. Cuando se circula en la configuración de cinco módulos, con trenes de cuatro vehículos, se puede alcanzar una capacidad máxima de 30.000 pasajeros por hora pico. La configuración estándar de pasajeros de los vehículos puede acomodar con seguridad hasta cuatro pasajeros en sillas de ruedas. Por ejemplo, los trenes hacia Edmonton transportan hasta 275 pasajeros por tren.
Según Bombardier, los trenes se pueden construir para obtener energía "sin catenaria", donde, en lugar de ser alimentados por contacto directo con cables aéreos, se alimentan indirectamente a través de inducción, a través de bucles enterrados, una forma de suministro de energía a nivel del suelo que compite directamente con el sistema Alstom APS.

## Órdenes

### Toronto
Los vagones Flexity Freedom fueron diseñados para el plan Transit City, que habría creado seis líneas LRT suburbanas para un pedido de unos 300 vagones. Solo dos de estos proyectos estuvieron activos en 2016: la línea Eglinton Crosstown, la primera en entrar en construcción, y el Finch West LRT, que fue aprobado posteriormente. Metrolinx realizó su primer pedido de 182 vehículos[12][13] en virtud de un contrato de 770 millones de dólares canadienses anunciado en 2010. De los 182 vehículos pedidos, 76 eran para la línea Eglinton Crosstown y 23 para el LRT de Finch West.[14] Bombardier esperaba que las entregas comenzaran en 2018.[15]
En mayo de 2016, Metrolinx no había recibido el prototipo de vehículo que Bombardier debía producir en la primavera de 2015. El prototipo, una vez recibido, se probaría durante uno o dos años para solucionar cualquier error de diseño antes de que Bombardier comience a fabricar el resto del vehículo. orden.[16]
En julio de 2016, el portavoz de Bombardier, Marc-André Lefebvre, acusó recibo de "un aviso contractual" de Metrolinx quejándose del retraso en la entrega del prototipo del vehículo. Lefebvre dijo que el prototipo se entregaría en agosto, lo que le daría a Metrolinx 18 meses para probar el vehículo, aproximadamente el doble del tiempo necesario para las pruebas. Lefebvre también dijo que la producción comenzaría en la primavera de 2018 y que el resto del pedido de 182 vehículos se entregaría a tiempo para la apertura prevista de la línea.[17] El 1 de septiembre de 2016, Bombardier dijo que el prototipo estaba a punto de completarse en la planta de Thunder Bay y que estaría disponible para pruebas en 3 a 4 semanas.
En septiembre de 2016, la provincia permitió a los consorcios incluir la entrega de vehículos de tren ligero en su intento por construir el LRT de Finch West, lo que implica que podría no utilizar vehículos Flexity Freedom. Metrolinx también estaba considerando un enfoque de este tipo para sus dos proyectos LRT fuera de Toronto: el Hurontario LRT y el Hamilton LRT, este último cancelado por la provincia en diciembre de 2019 debido al costo.
En noviembre de 2016, Metrolinx notificó formalmente su intención de cancelar su contrato con Bombardier.[21] Metrolinx alegó retrasos en las entregas inaceptables por temor a que la apertura de la línea Eglinton Crosstown se retrasara debido a la falta de vehículos. Bombardier afirmó que podría completar el pedido a tiempo.[22] Metrolinx también alegó que el prototipo no podía manejar funciones básicas como tomar energía de una catenaria aérea. Bombardier afirmó que el prototipo funcionaba correctamente y que estaba realizando pruebas estáticas antes de realizar pruebas en movimiento con energía tomada de una catenaria.
A finales de noviembre de 2016, Bombardier envió el primer vehículo piloto desde su planta de Thunder Bay a su planta de Kingston para continuar con las pruebas. Aún se esperaba que el vehículo requiriera nueve meses de pruebas de calificación.
En 2016, Metrolinx había inspeccionado las plantas de Bombardier varias veces en Thunder Bay, Ontario, y Sahagún, México, y concluyó que el control de calidad estaba "plagado de problemas de soldadura como resultado de una capacitación deficiente, procedimientos incorrectos, equipos defectuosos y una mala gestión". Metrolinx también descubrió que los estándares de control de calidad eran inconsistentes entre las dos plantas. Bombardier reconoció los problemas pero afirmó que ya se habían resuelto.[26]
El 2 de marzo de 2017, Metrolinx presentó declaraciones juradas ante la corte para respaldar su acción para rescindir el contrato Flexity Freedom debido a altos riesgos financieros. Si Bombardier no entregaba a tiempo, Metrolinx estaría obligado a pagar a Crosslinx Transit Solutions, el consorcio que construye Crosstown, 500.000 dólares por día[26], mientras que Bombardier estaría obligado a pagar sólo 1.500 dólares por día por vehículo retrasado.[27]
Después de que Metrolinx fracasara en su acción judicial contra Bombardier, anunció el 12 de mayo de 2017 que había firmado un pedido para 61 vehículos de tren ligero con Alstom, un competidor de Bombardier. Si Bombardier entrega los vehículos Flexity Freedom a tiempo para dar servicio a la línea Eglinton Crosstown, Metrolinx asignará 17 LRV Alstom Citadis Spirit al LRT de Finch West y 44 al LRT de Hurontario. Sin embargo, si Bombardier se retrasa en la entrega, las unidades de Alstom prestarán servicio en Eglinton Crosstown.
El 21 de diciembre de 2017, Metrolinx[29] y Bombardier[30] anunciaron un acuerdo para reducir el pedido de Metrolinx de vehículos Flexity Freedom de 770 millones de dólares para 182 vehículos a 392 millones de dólares para 76 vehículos, suficiente para abastecer únicamente la línea Eglinton Crosstown. El acuerdo también aumentó la posible sanción contra Bombardier por entregas tardías. A cambio, Bombardier recibió una extensión de 18 meses en su contrato para operar y mantener los servicios ferroviarios de GO Transit en nombre de Metrolinx.
A finales de octubre de 2018, el primer vehículo llegó a Kingston para realizar pruebas y estaba previsto que se entregara a Toronto en noviembre, seguido de cinco coches más en febrero de 2019. El primer vehículo Flexity Freedom llegó el 8 de enero de 2019 a las instalaciones de mantenimiento y almacenamiento de Eglinton.[34] El 1 de febrero de 2019, Metrolinx anunció que Bombardier no había cumplido el plazo para entregar los primeros seis vehículos.[35]
El 26 de noviembre de 2019, Metrolinx realizó una modificación de pedido con Bombardier para agregar equipos de comunicación y señalización a los vehículos. El cambio de orden costaría 36,2 millones de dólares más 3 millones de dólares si Bombardier completara el trabajo a tiempo más 1,5 millones de dólares para transportar los vehículos a la planta de Bombardier en Thunder Bay. Crosslinx Transit Solutions fue responsable del diseño de los sistemas de comunicación y señalización, que completó tarde. Era necesario modernizar los vehículos ya fabricados.[36]
La fecha límite para la aceptación de los primeros seis vehículos es el 1 de julio de 2020. La Línea 5 Eglinton requiere solo 42 de los 76 vehículos pedidos para el día de la inauguración (en algún momento de 2024), pero Metrolinx espera que los primeros 42 se entreguen antes del 1 de agosto de 2021. La fecha límite para el saldo es el 31 de marzo de 2022. A mediados de marzo de 2020, Bombardier había fabricado 30 vehículos, de. de los cuales Metrolinx ha dado la aceptación definitiva a dos.[36]

#### Características
Originalmente, los vehículos de Toronto debían tener dos taxis por vehículo, pero en 2013, Metrolinx cambió el orden para eliminar un taxi. Así, en lugar de una segunda cabina, la parte trasera de cada automóvil de Toronto contiene un área para pasajeros con cuatro asientos orientados hacia los lados y espacio adicional para estar de pie. Hay controles auxiliares en un gabinete en la parte trasera. Por lo tanto, un tren de dos vehículos tiene una cabina en cada extremo con un par de vehículos de una sola cabina acoplados espalda con espalda.[37]
Los vehículos de Toronto están equipados con control automático de trenes (ATC) con tres modos:[38]
Los vehículos viajan sin conductor dentro de las instalaciones de mantenimiento y almacenamiento de Eglinton.
En la sección elevada y subterránea entre las estaciones Mount Dennis y Laird, ATC controla el tren entre paradas y el conductor a bordo opera la puerta en las paradas y luego presiona un botón para pasar a la siguiente estación.
En la sección de superficie al este de la estación Laird, el ATC proporciona información al conductor, quien tiene el control total del tren.

#### Freedom vs. Outlook
Los vehículos Flexity Freedom son técnicamente similares a los vehículos Flexity Outlook del sistema de tranvías de Toronto, pero son más anchos, capaces de alcanzar velocidades más altas y utilizan ancho estándar en lugar del ancho del sistema de tranvía. El Flexity Freedom tiene puertas en ambos lados, mientras que el Flexity Outlook tiene puertas solo en el lado derecho del vehículo ya que no son bidireccionales, en consonancia con todas las generaciones anteriores de tranvías de Toronto. Si bien los vehículos Flexity Outlook pueden sortear las curvas cerradas de las vías principalmente en la calle y sus cambios de un solo punto, los vehículos Flexity Freedom requieren un radio de curva mínimo de 25 metros (82,02 pies) y cambios convencionales de doble punto.
Las líneas de tren ligero de Toronto, comenzando con la Línea 5 Eglinton, se construirán con ancho estándar en lugar del ancho de tranvía de Toronto porque Metrolinx, la autoridad de tránsito provincial de Ontario que financia los proyectos, quiere garantizar un mejor precio para la compra de vehículos al tener un grado de similitud. con otros proyectos similares en Ontario.[40]
Los LRV Flexity Freedom tienen una decoración en blanco y negro en lugar del rojo y blanco que se usa en los tranvías Flexity Outlook. En Toronto, las líneas de tren ligero se consideran parte del sistema de metro de Toronto, donde los vehículos tienen un color metálico, al que la librea en blanco y negro tendría cierto parecido.
El siguiente cuadro compara las características de Flexity Freedom y Flexity Outlook tal como se utilizan en Toronto.[42]

### Región de Waterloo
En julio de 2013, la Región de Waterloo finalizó un acuerdo con Metrolinx para unir su contrato al pedido de Toronto y comprar 14 vehículos para el sistema de Tránsito Rápido de Iones a un costo de 66 millones de dólares.
La planta de Bombardier en Thunder Bay construyó un vehículo de producción y dos vehículos prototipo, y la planta de Kingston fabricó los 13 restantes. Para evitar cuellos de botella y retrasos en el envío en su planta de Thunder Bay, el trabajo de montaje del Flexity Freedom se trasladó a la fábrica de Bombardier en Kingston, Ontario. Bombardier también está trasladando la construcción de subconjuntos de vehículos de una planta en México a una en La Pocatière, Quebec, y estructuras de cabinas a otra planta no especificada.[16][17]
Se esperaba la entrega del primer vehículo para agosto de 2016 y el resto para finales de 2016.[50] Sin embargo, en mayo de 2016, Bombardier anunció que la entrega del primer automóvil se retrasaría hasta diciembre de 2016 y que el último automóvil se entregaría en octubre de 2017.[16]
El primer vehículo se cargó para su entrega desde la planta de Thunder Bay el 15 de febrero de 2017, con más envíos desde la planta de Bombardier en Kingston. El primer vehículo Flexity Freedom llegó ese mes a las instalaciones de mantenimiento de Ion, pero no se pudo probar porque su software operativo estaba incompleto. En octubre de 2017, el segundo LRV llegó en condiciones más funcionales.[53] A mediados de diciembre de 2017, la región de Waterloo tenía tres LRV en el lugar.[54]
El 19 de diciembre de 2017, la región de Waterloo realizó su primera prueba exitosa de un Flexity Freedom funcionando por sus propios medios en las instalaciones de mantenimiento de Ion. La prueba de dos horas se realizó a baja velocidad de 10 km/h. En 2018 comenzaron las pruebas más allá de las instalaciones de mantenimiento.[54]
El 21 de junio de 2019 se inició el servicio regular del sistema. En agosto de 2020, se confirmó que parte de un paquete de compensación de Bombardier para resolver los retrasos en el envío sería una decimoquinta unidad, proporcionada de forma gratuita, para la flota Ion. Fue entregado a principios de marzo de 2021.[2]

### Edmonton

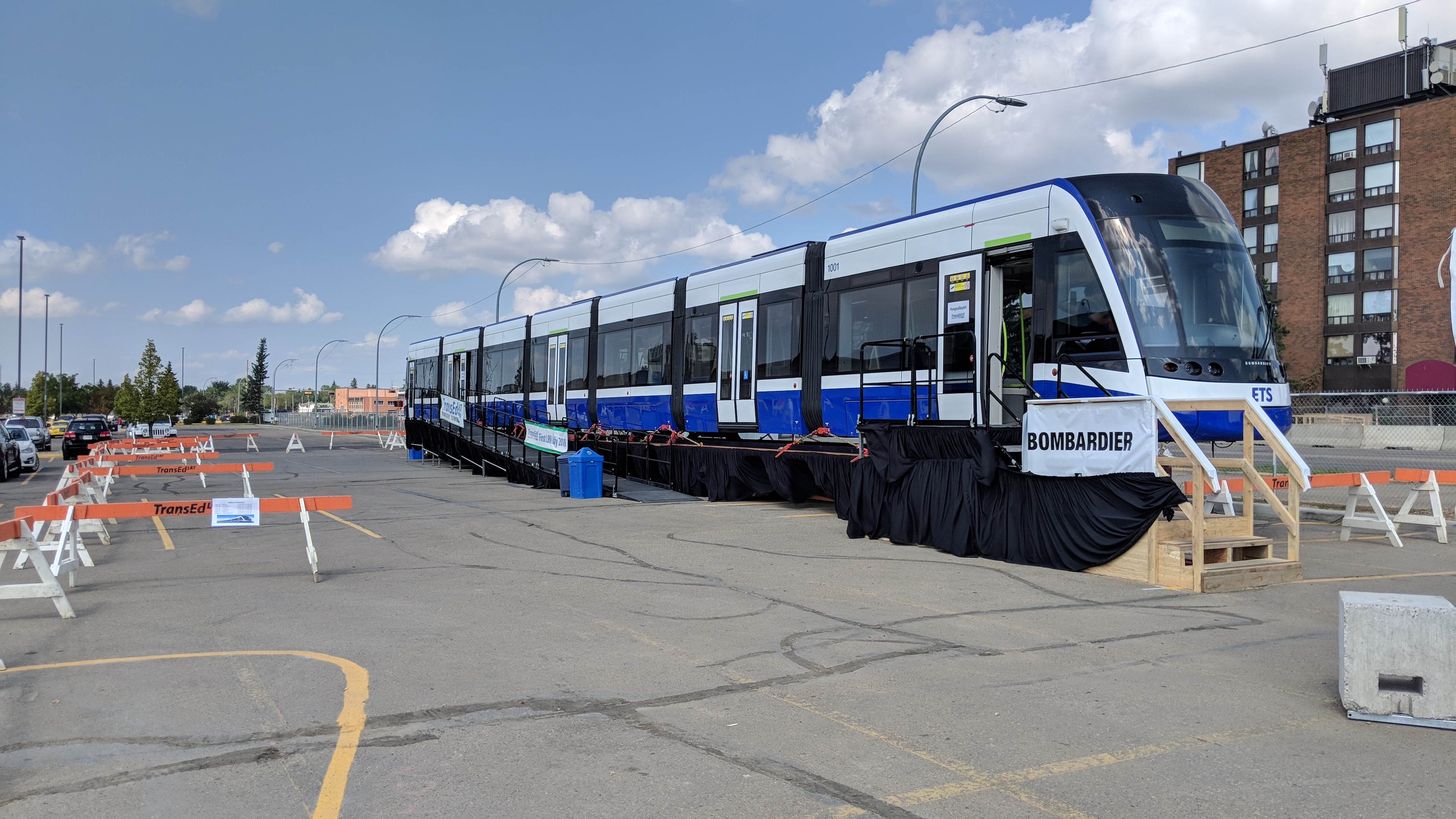
Vehículo 2001 exhibido en Edmonton durante la construcción del LRT Valley Line

Como parte del consorcio que ganó el contrato para construir y operar el Edmonton LRT en la Línea Valle en febrero de 2016, Bombardier proporcionó vehículos Flexity Freedom para su uso en la nueva línea, a diferencia de los LRV de Siemens (Siemens SD-160 y Siemens–Duewag U2) en las Líneas Capital y Metro existentes. Mientras que los vehículos construidos para Ontario tienen cinco segmentos, los vehículos construidos para Edmonton son más largos y están construidos con siete segmentos. El primer automóvil se envió el 27 de junio de 2018 (desde Kingston, Ontario, en CN Rail) y se exhibió en el centro comercial Bonnie Doon (junto a la ubicación de lo que ahora es la parada Bonnie Doon) el 27 de julio de 2018. Los LRV de Edmonton tienen 82 asientos cada uno, 8 puertas a cada lado y cada uno tiene una capacidad para 275 personas. Se produjeron un total de 26 trenes para la línea, 10 entregados a finales de 2018, 13 en 2019 y 3 en 2020. El 4 de noviembre de 2023 comenzó el servicio regular en la Línea Valley.

## Competencia
Un comunicado de prensa de Alstom decía que el pedido de Metrolinx era para vehículos Citadis Spirit de 48,4 metros, el mismo diseño que suministraba para la Línea Confederación de Ottawa. Los vehículos Citadis Spirit son un 50 por ciento más grandes que los vehículos Flexity Freedom, por lo que los planificadores de tránsito anticiparon que se necesitarían menos vehículos. Los vehículos Citadis cuestan 8,7 millones de dólares cada uno, más del doble del costo promedio de 4,2 millones de dólares de los vehículos Flexity del pedido original Metrolinx de 182 vehículos, aunque cada Citadis puede transportar aproximadamente 1,8 veces más pasajeros. Sin embargo, con la reducción del pedido inicial de Metrolinx de 182 a 76 vehículos Flexity Freedom, el costo promedio de los vehículos Flexity Freedom aumentó a 5,2 millones de dólares por vehículo.
| Comparación de vehículos de tren ligero competidores | Comparación de vehículos de tren ligero competidores | Comparación de vehículos de tren ligero competidores |
|                                                      | Flexity Freedom                                      | Citadis Spirit                                       |
| ---------------------------------------------------- | ---------------------------------------------------- | ---------------------------------------------------- |
| Proveedor                                            | Bombardier                                           | Alstom                                               |
| Longitud                                             | 30.8 m                                               | 48.4 m                                               |
| Capacidad máxima                                     | 251                                                  | 340                                                  |
| Velocidad máxima                                     | 80 km/h                                              | 100 km/h                                             |

Metrolinx ha encargado flotas de vehículos de la competencia a sus rivales Bombardier y Alstom para dar servicio a la Línea 5 Eglinton. Sin embargo, sólo una de las dos flotas se utilizará en esa línea cuando se abra. Para producir el pedido de vehículos para Metrolinx, Alstom planea construir una planta en Brampton, Ontario, que creará entre 100 y 120 puestos de trabajo directos a tiempo completo.
| Comparación de pedidos de vehículos para la Línea 5 Eglinton | Comparación de pedidos de vehículos para la Línea 5 Eglinton | Comparación de pedidos de vehículos para la Línea 5 Eglinton |
|                                                              | Flexity Freedom                                              | Citadis Spirit                                               |
| ------------------------------------------------------------ | ------------------------------------------------------------ | ------------------------------------------------------------ |
| Proveedor                                                    | Bombardier                                                   | Alstom                                                       |
| Vehículos pedidos                                            | 76                                                           | 61                                                           |
| Valor del pedido                                             | $392 millones                                                | $528 millones                                                |
| Costo promedio por vehículo                                  | $5.2 millones                                                | $8.7 millones                                                |
| Vehículos en flota                                           | 76                                                           | 44                                                           |
| Capacidad de la flota                                        | 12,464 pasajeros                                             | 12,848 pasajeros                                             |
| Costo de la flota                                            | $392 millones                                                | $381 millones                                                |